# Jahrom (flygplats)
Jahrom är en flygplats i Iran.   Den ligger i provinsen Fars, i den centrala delen av landet, 800 km söder om huvudstaden Teheran. Jahrom ligger 1 083 meter över havet.
Terrängen runt Jahrom är varierad. Runt Jahrom är det ganska glesbefolkat, med 22 invånare per kvadratkilometer. Omgivningarna runt Jahrom är i huvudsak ett öppet busklandskap.